# László Moholy-Nagy
László Moholy-Nagy ([ˈlaːsloː ˈmoholiˌnɒɟ] Bácsborsód, 20 juli 1895 - Chicago, 24 november 1946) was een Hongaars-Amerikaanse beeldhouwer, schilder, fotograaf en ontwerper. Hij doceerde vormleer aan het Bauhaus. 

## Levensloop
László Moholy-Nagy werd geboren als László Weisz. Zijn vader Lipót Weisz verliet het gezin rond de geboorte van het kind, waarna een oom zich over het gezin ontfermde. László en zijn broers namen in 1910 de familienaam van deze oom aan: Nagy. In 1919 voegde hij aan deze naam bovendien een verwijzing naar de plaats Mohol toe: in dit Zuid-Hongaarse stadje (thans Mol in de Servische Vojvodina) bracht hij een deel van zijn jeugd door, totdat het gezin in 1905 naar Szeged verhuisde. Daar doorliep hij het gymnasium. Van 1913 tot 1918 studeerde László Nagy rechten in Boedapest, een studie die hij niet afmaakte. In de oorlogsjaren 1916 en 1917 moest hij dienen aan het front, totdat hij in 1917 gewond naar Hongarije terugkeerde.
Sinds 1918 hield Moholy-Nagy zich bezig met schilderen. In 1919 week hij na de val van de Hongaarse Radenrepubliek, evenals veel andere Hongaarse kunstenaars, uit naar Wenen om een jaar later verder te trekken naar Berlijn. Daar trouwde hij in 1921 met de fotografe Lucia Schulz. Op 24 september 1922 woonde hij met haar in Jena een bijeenkomst bij van de Städtische Kunstverein van Walter Dexel en de volgende dag, in Weimar, het door Theo van Doesburg georganiseerde Congres van Dadaïsten en Constructivisten. In 1923 kreeg hij een aanstelling als docent aan het Bauhaus in Weimar, waar hij zich ook met typografie en fotografie bezighield. In 1928 verliet hij het Bauhaus en richtte hij zijn eigen atelier op.
Na de machtsovername door de nazi's week Moholy-Nagy in 1934 via Amsterdam uit naar Londen, waar hij uitwisselingen had met Engelse abstracte beeldhouwers, zoals Barbara Hepworth. In 1937 vestigde hij zich in Chicago, waar hij een kortstondig New Bauhaus stichtte, in 1938 gevolgd door de School of Design, dat in 1944 werd omgedoopt in het Institute of Design, dat nog steeds bestaat.
Moholy-Nagy overleed in 1946, een jaar nadat hij het Amerikaanse staatsburgerschap had verkregen, aan de gevolgen van leukemie.
De Universiteit voor de Kunsten in Boedapest draagt sinds 2006 zijn naam: Moholy-Nagy Művészeti Egyetem.

## Werk
Baanbrekend werk leverde Moholy-Nagy met zijn fotografie in ruime zin: foto's, fotogrammen en fotomontages. Voor zijn zwart-witfoto’s koos hij heel ongewone standpunten, met een voorkeur voor vogel- en kikkerperspectief. Hoewel de onderwerpen vrij banaal lijken (o.m. zittende mensen, stads- en havengezichten, portretten), zijn de compositie, het spel van licht en schaduw en de uitsnede zo origineel dat elke foto blijft fascineren. 
De fotomontages of 'Fotoplastiken' hebben iets weg van afgeslankte dadaïstische collages. Ze bevatten evenwel veel meer witruimte en hier en daar een sobere grafische toevoeging, meestal een lijnenspel. Het zijn kritische beeldraadsels die in een oogopslag complexe verhalen en verbanden oproepen, bv. 'Jaloezie of De structuur van de wereld'. 
Minder intellectueel maar esthetisch stimulerend zijn de fotogrammen, waarbij de kunstenaar voorwerpen in de donkere kamer onmiddellijk laat inwerken op het lichtgevoelige papier. Moholy-Nagy's spel met waarden van zwart naar grijs naar wit en de inventieve, onherkenbare vormen spreken tot de verbeelding.
In de jaren twintig vervaardigde Moholy-Nagy de 'Licht-Raum-Modulator', een driedimensionaal kunstwerk dat door beweging en lichtprojectie een ruimte in een soort theater van licht en schaduw omvormt.

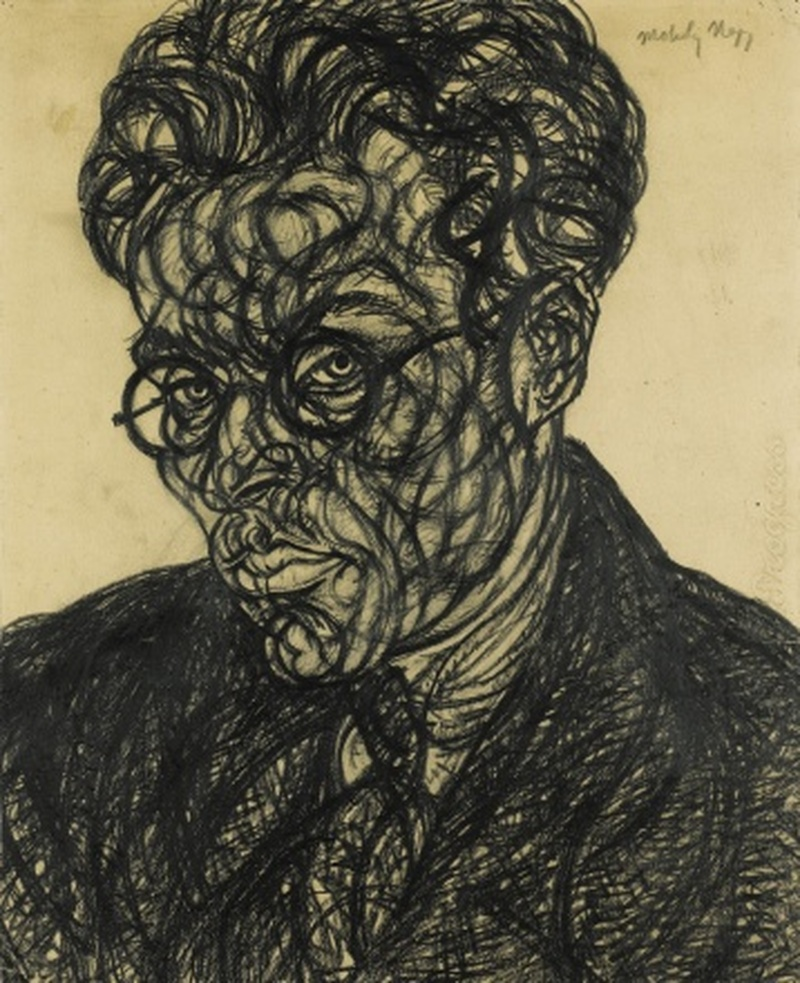
1918. Zelfportret
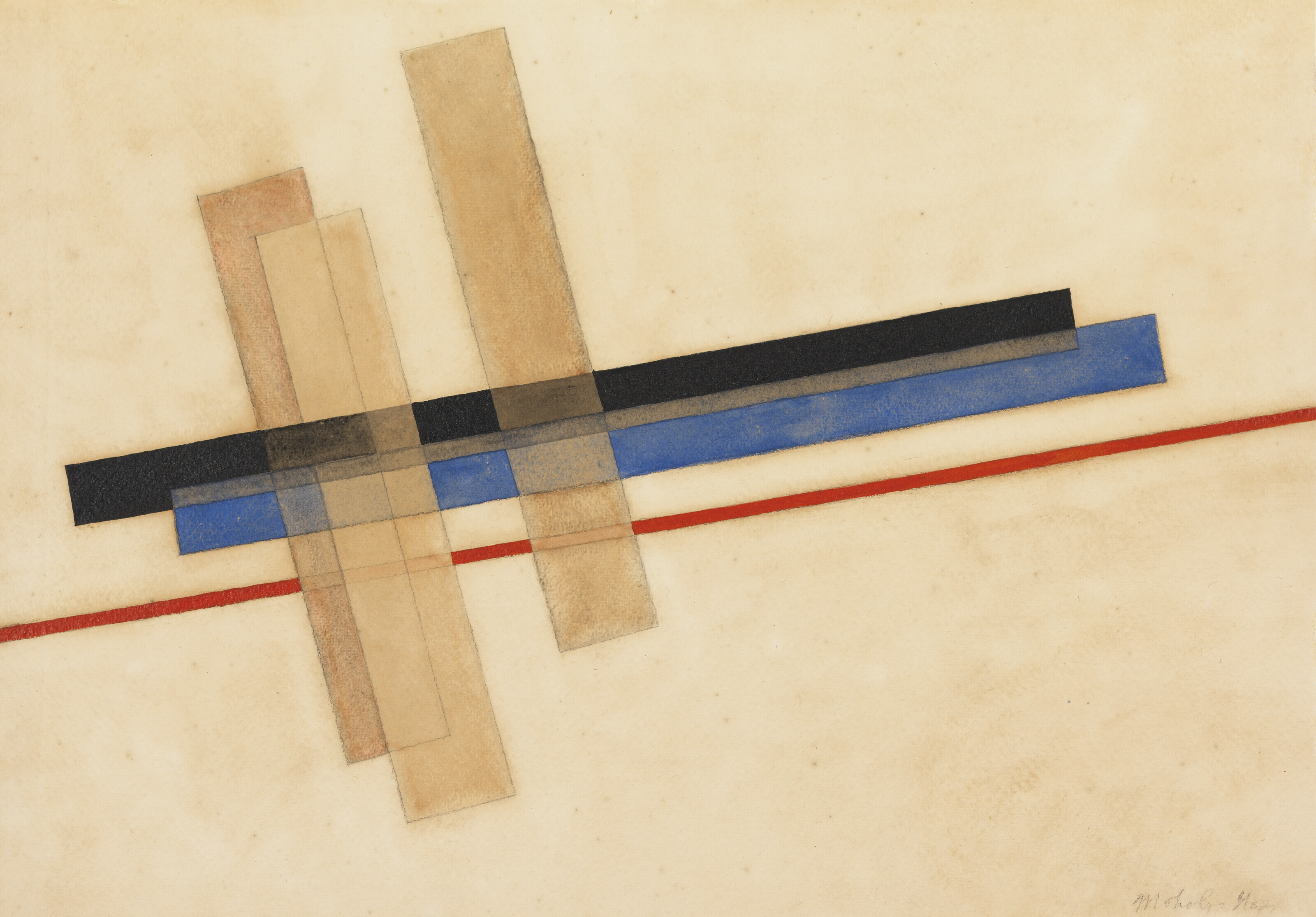
Vroege jaren 20. Komposition
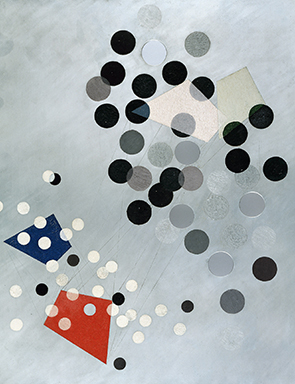
1933-34

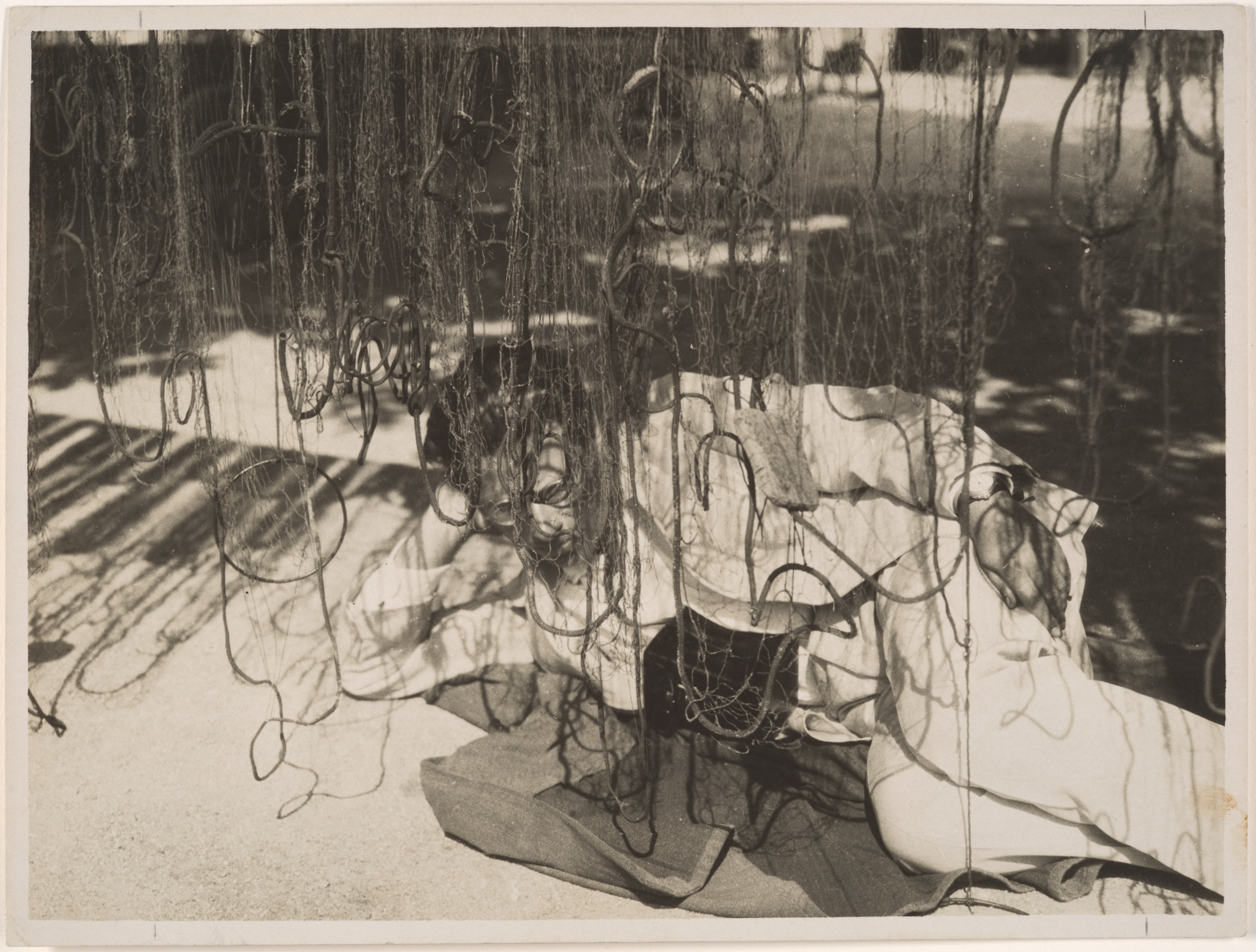
ca. 1930
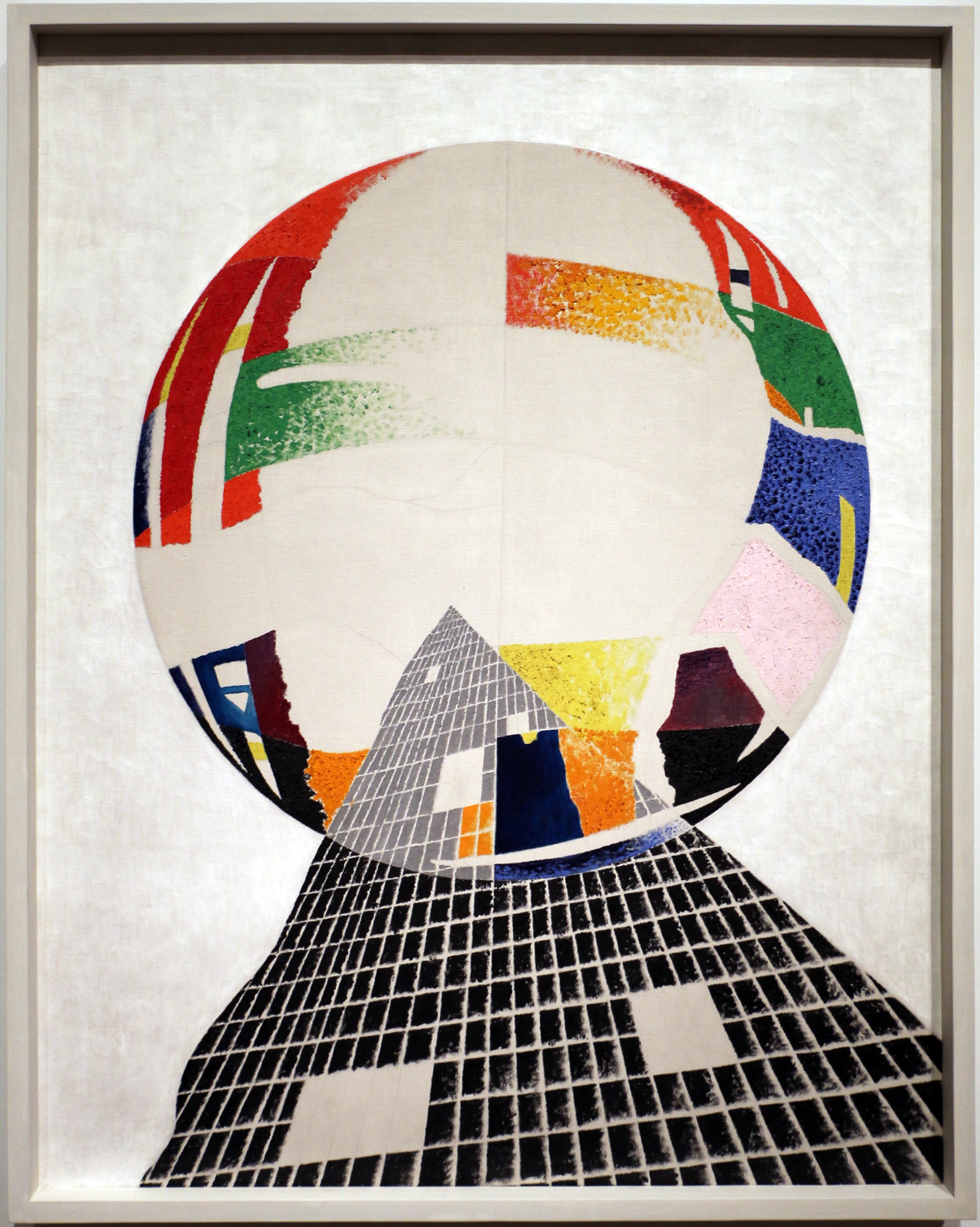
1945
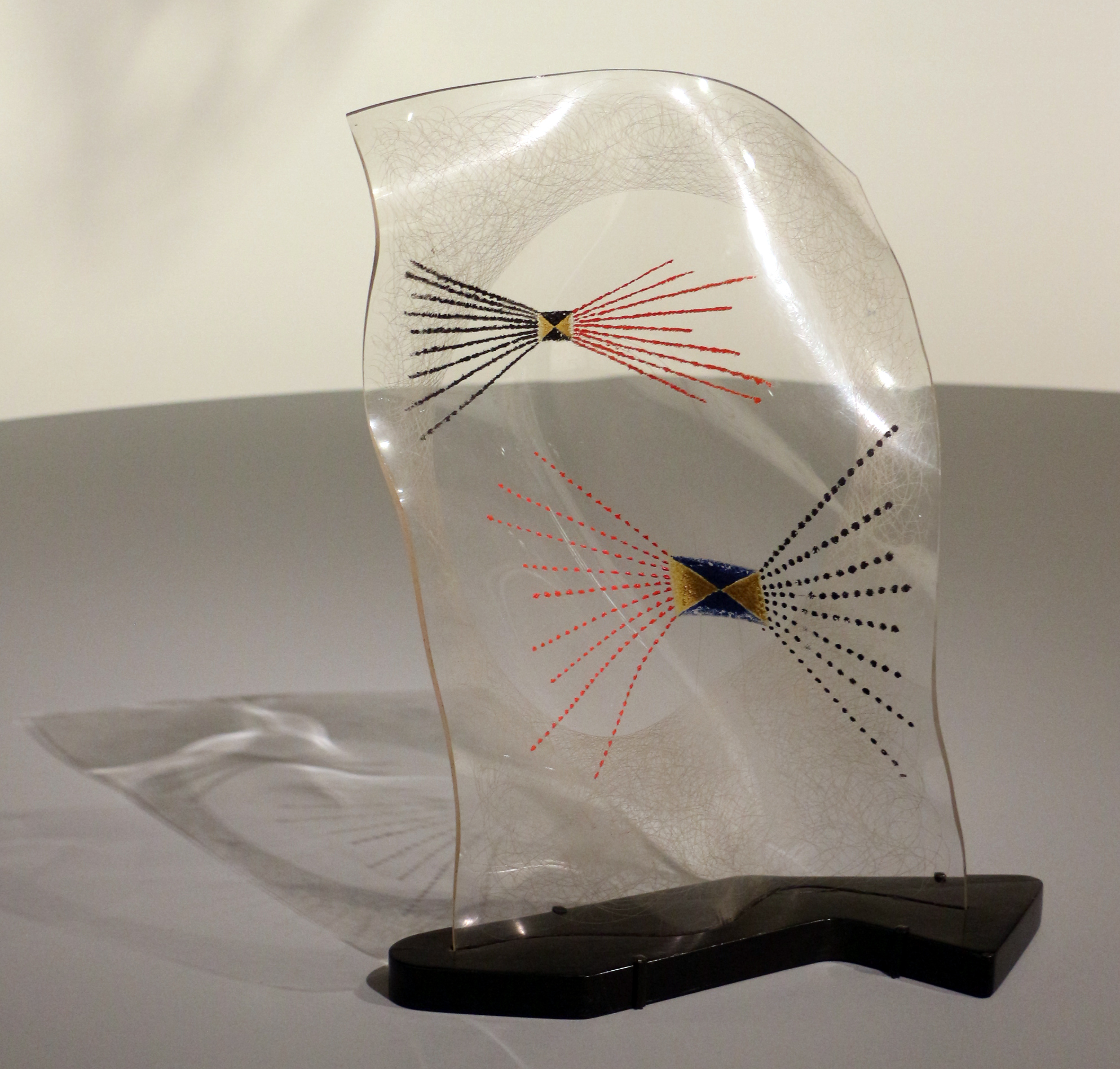
1945

## Tentoonstellingen (selectie)
- Laszlo Moholy-Nagy The Art of Light, van 29 januari t/m 1 mei 2011 in het Gemeentemuseum Den Haag in Den Haag[2]

## Publicatie
- L. Moholy-Nagy (juli 1922) 'Produktion-Reproduktion', De Stijl, 5e jaargang, nummer 7, pp. 98-100.
- Publicatie in "55" - Laszlo Moholy-Nagy - door Jeannine Fiedler , Phaidon Press Limited (© 2001).